# NGC 3100
إن جي سي 3100 التي يرمز لها بالرمز NGC 3100، هي مجرة، في كوكبة مفرغة الهواء.

## الاكتشاف
اكتشفت في 16 فبراير 1836، بواسطة جون هيرشل.